# Buenavista (Bohol)
Buenavista ist eine philippinische Stadtgemeinde in der Provinz Bohol. Sie hat 27.261 Einwohner (Zensus 1. August 2015).

## Baranggays
Buenavista ist politisch in 35 Baranggays unterteilt.

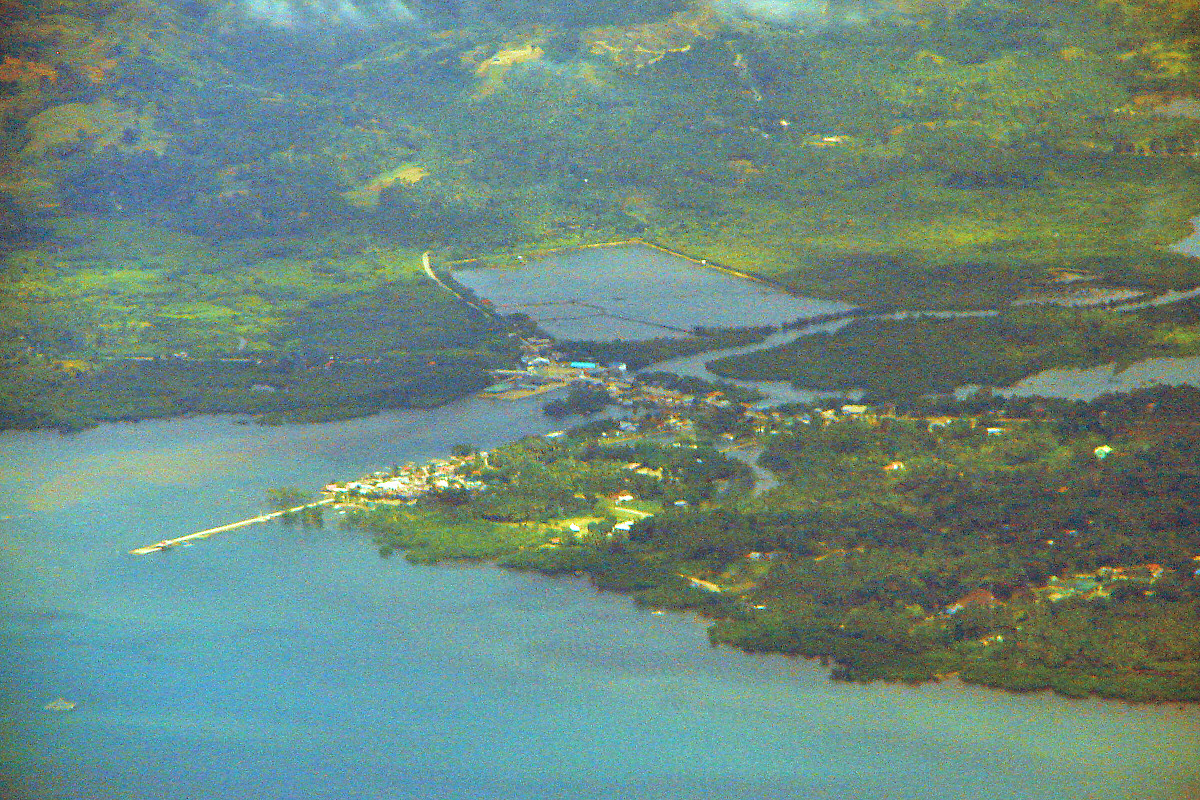
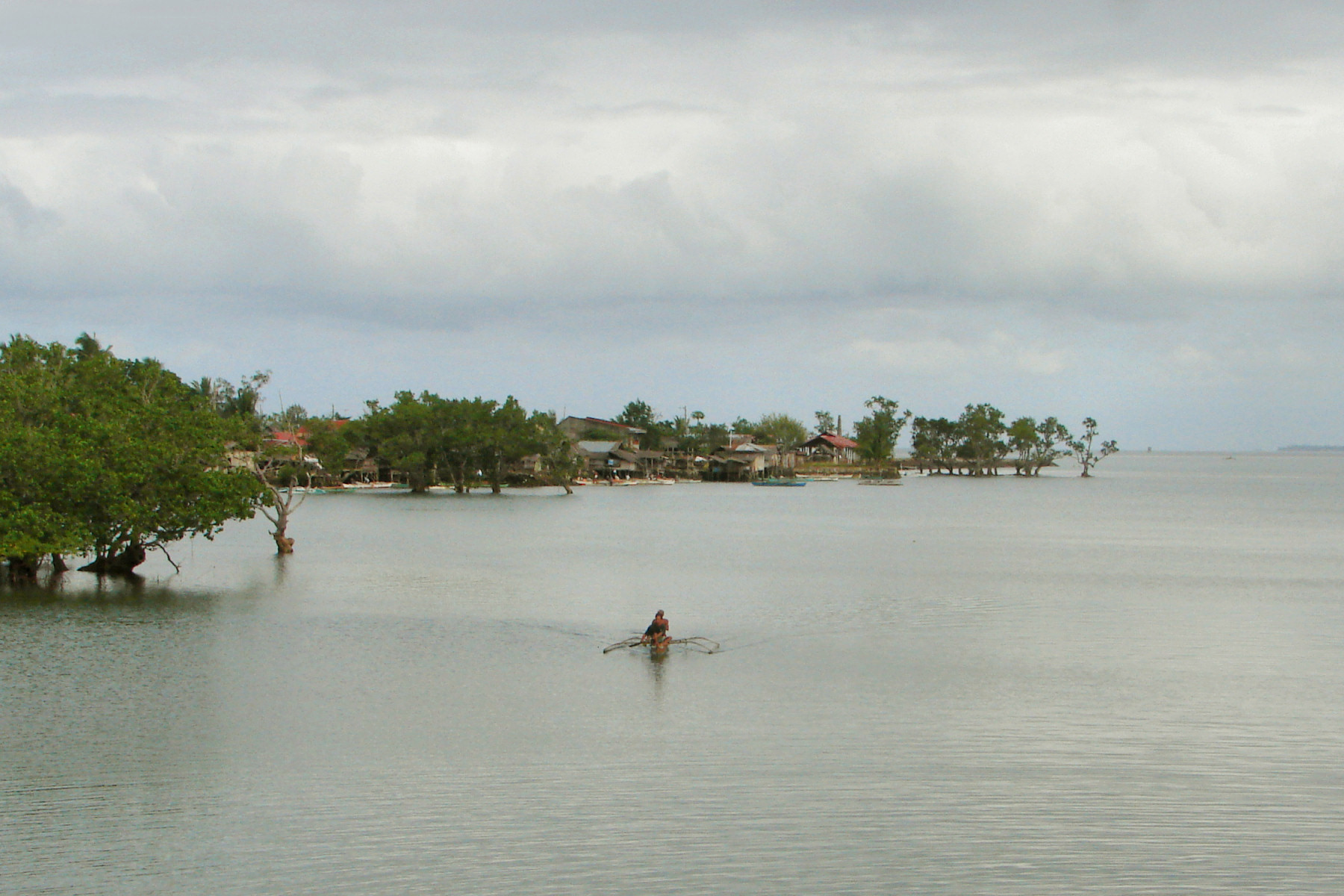
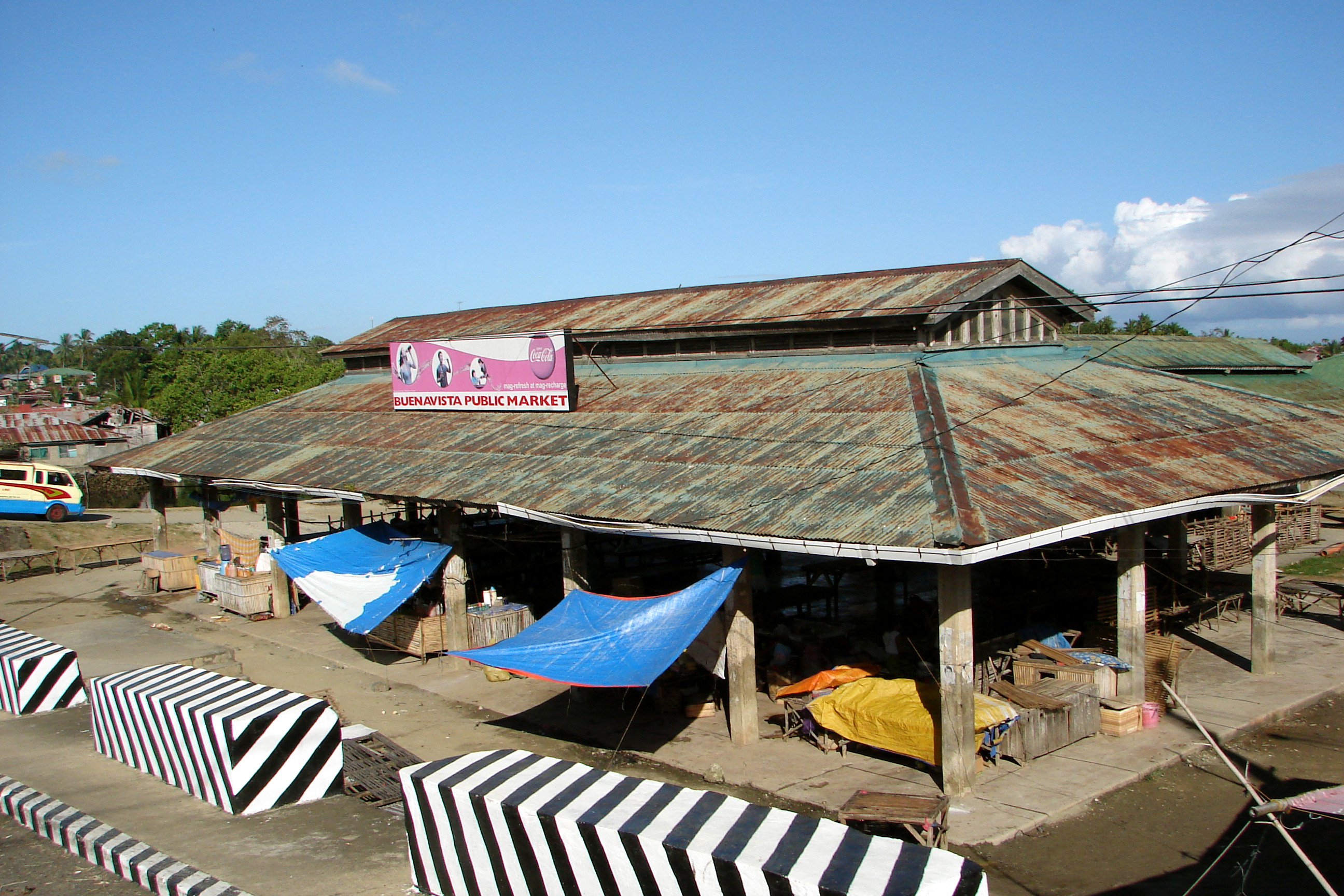

| - Anonang - Asinan - Bago - Baluarte - Bantuan - Bato - Bonotbonot - Bugaong - Cambuhat - Cambus-oc - Cangawa - Cantomugcad | - Cantores - Cantuba - Catigbian - Cawag - Cruz - Dait - Eastern Cabul-an - Hunan - Lapacan Norte - Lapacan Sur - Lubang - Lusong (Plateau) | - Magkaya - Merryland - Nueva Granada - Nueva Montana - Overland - Panghagban - Poblacion - Puting Bato - Rufo Hill - Sweetland - Western Cabul-an |